# Helga Dernesch
Helga Dernesch é uma soprano e mezzosoprano austríaca nascida em Viena a 3 de fevereiro de 1939. A cantora iniciou-se como mezzosoprano passando ao registo de soprano lírica, depois soprano dramática e retornando ao final da sua carreira em papéis de caracter mezzosoprano.
Estudou no Conservatório de Viena e estreia em Berna como Marinha de Boris Godunov. Foi artista estável em Berna desde 1961-63, em Wiesbaden de 1964-66 e em Colónia até 1969. Em 1965 foi Wellgunde em Der Ring des Nibelungen no Festival de Bayreuth onde também cantou Elisabeth em Tannhäuser que depois gravou na primeira integral da versão de Paris dirigida por Georg Solti.
Em 1969 cantou no festival de Salzburgo iniciando uma frutífera relação profissional com Herbert von Karajan que a instou a cantar papéis para soprano dramática wagneriana como Brunilda e Isolda. Cantou no Metropolitan Opera de Nova Iorque entre 1985 e 1995.
Artista regular da Ópera Estatal de Baviera em Munique ali cantou a sua primeira Mariscala do cavaleiro da rosa em 1977 e Goneril na estreia mundial de Lear de Aribert Reimann cantando-o depois em San Francisco junto a Thomas Stewart. Em outubro de 2000 estreia A Casa de Bernarda Alba também de Reinmann sobre Garcia Lorca.
Tem cantado em Zurich, Amesterdão, Glyndebourne, Londres, Paris, San Francisco, Nova Iorque e Chicago como Leonore em Fidelio, Sieglinde e Brünnhilde em Die Walküre, Isolde em Tristan und Isolde, A tintoreira em Die Frau ohne Schatten, Clytemnestra em Elektra, Kabanicha em Káťa Kabanová, Larina em Eugene Onegin.
Nos últimos anos como caracter mezzo interpretou Herodias em Salomé, Arabella, Mahagonny, A dama de Espadas e Dialogues dês Carmélites.
Esteve casada com o tenor Werner Krenn (1943-)

## Discografia de referência
- Beethoven: Fidelio / Karajan
- Berlioz: Lhes Troyens (Casandra) / Albrecht
- Humperdinck: Hänsel und Gretel (a mãe) / Solti (DVD)
- Schoeck: Penthesilea / Albrecht
- Reimann: Lear (Goneril) / Albrecht
- Strauss: Arabella / Jeffrey Tate
- Strauss: Arabella / Thielemann (DVD)
- Strauss: Der Rosenkavalier / C. Kleiber (Munique 1977)
- Strauss: Der Rosenkavalier (em inglês) / Gibson
- Wagner. Tannhäuser / Solti
- Wagner: Tristan und Isolde / Karajan
- Wagner: Siegfried / Karajan
- Wagner: Götterdämmerung / Karajan
- Wagner: Die Walküre (Acto 1) / Klemperer
- Weill: The Threepenny Opera / Mauceri